# Rede Amazônica Boca do Acre
Rede Amazônica Boca do Acre foi uma estação de televisão brasileira com sede em Boca do Acre, cidade do estado de Amazonas. Operava no canal 5 VHF analógico e era afiliada à TV Globo. Pertencia ao Grupo Rede Amazônica.

## História

### TV Boca do Acre (1978-2015)
A TV Boca do Acre foi inaugurada em janeiro de 1978 pelo jornalista Philippe Daou. A emissora foi autorizada a operar pelo Ministério das Comunicações em caráter excepcional, reconhecendo as dificuldades para instalação de estações retransmissoras convencionais na região norte do país. Assim como as demais emissoras da Rede Amazônica, a estação iniciou suas operações afiliada à Rede Bandeirantes, retransmitindo a programação através de fitas gravadas em Manaus pela TV Amazonas.
Em 1986, com a transição da Rede Globo entre a TV Ajuricaba e a TV Amazonas no estado, a TV Boca do Acre também deixou a Bandeirantes e tornou-se afiliada à rede carioca.
Em 3 de outubro de 2004, após a divulgação dos resultados da eleição municipal daquele ano, a TV Boca do Acre foi alvo de um atentado por parte de militantes do então candidato Dominguinhos Munhoz (PL), que teve a candidatura impugnada e os votos anulados. A sede da estação foi incendiada, junto com outros estabelecimentos e uma emissora de rádio. Em 22 de abril de 2016, fazendeiros que participaram dos ataques foram condenados à prisão.

### Rede Amazônica Boca do Acre (2015-2021)
No dia 3 de janeiro de 2015, a exemplo das demais estações da rede, a emissora deixou de utilizar a nomenclatura TV Boca do Acre, passando a ser chamada de Amazônica Boca do Acre.
Em 22 de outubro de 2021, a Rede Amazônica encerrou as atividades comerciais da Rede Amazônica Boca do Acre. Com isso, a estação foi extinta e convertida em uma repetidora da Rede Amazônica Manaus.

## Sinal digital
A TV Boca do Acre foi autorizada a operar no sinal digital através do canal 15 UHF em 4 de novembro de 2011. A estação, no entanto, não chegou a iniciar as transmissões na tecnologia antes de encerrar as atividades.

## Programas
Além de retransmitir a programação nacional da TV Globo e estadual da Rede Amazônica Manaus, a Rede Amazônica Boca do Acre inseria comerciais locais.